# کوه خشچال
کوه خشچال یا خشته چال، در خط‌الرأس اصلی رشته کوه البرز و در شمال شرقی بخش رودبار الموت شرقی با ارتفاع ۳۸۵۰ متر از سطح دریا واقع شده و به خشکه چال هم معروف است. خط‌الرأس این کوه در جهت شمال غربی ـ جنوب شرقی است و قسمتی از مرز طبیعی شهرستان قزوین و شهرستان تنکابن (شهسوار) به شمار می‌رود. از جهت جنوب غربی به وسیله گردنه سیالان به قله سیالان و از جهت شمال غربی به دو قسمت شمالی و غربی تقسیم می‌شود. یال شمالی آن به وسیله قله بزاکوه، به قله سماموس یا سمام‌کوه و یال غربی آن به وسیله گردنه گرم‌کوه، به قله پارچ‌کوه متصل است. رودخانه‌های ازگین و سفیدآب و اوان که از شاخه‌های شاهرود (سفیدرود) می‌باشند، از ارتفاعات جنوبی، و رودخانه چالک‌رود که پس از گذشتن از دهستان جنت‌رودبار و کلیجان، در بندر شیرود به دریای مازندران می‌ریزد، از ارتفاعات شمالی این کوه سرچشمه می‌گیرند. در دامنه جنوبی این کوه، دریاچه‌ای قرار دارد که به نام دریاچه اوان‌ مشهور است.
روستای اُوان و روستای وربن از شهرستان الموت قزوین، در جنوب این قله واقع شده‌ است

## مسیر صعود
راه صعود به این قله از مسیرهای زیر است:
ـ جبهه غربی: از طریق قزوین و معلم کلایه و شمس کلایه و اُوان (الموت)
ـ جبهه شمالی: از طریق تنکابن (شهسوار)، شیررود، دره رودخانه چالک‌رود و سرچشمه رودخانه چالک‌رود.
ـ از طریق گردنه سیالان و گردنه گرم‌کوه نیز می‌توان به این قله صعود کرد.

## پناهگاه کوهنوردی خشچال اُوان
پناهگاه خشچال پناهگاهی قدیمی است که برای کارگران معدن ایجاد شده بوده و سپس در اختیار هیأت کوهنوردی قزوین قرار گرفته و بازسازی شده است. این پناهگاه دو اتاق و یک آشپزخانه داشته و در هر اتاق، نیم‌طبقه ای ۶ متری با پله ایجاد شده است. کف اتاق‌ها نیز از پلاستیک فشرده پوشیده شده تعدادی پتو در آن قرار دارد. آب چشمه، دو سرویس بهداشتی و یک اتاق کوچک شبیه انبار هم در محوطه وجود داشته و قسمتی از فضای محوطه مسطح بوده و برای برپایی چادر مناسب است.
برای اقامت در پناهگاه لازم است با مسئول پناهگاه که ساکن روستای اُوان است هماهنگ شده و برای دریافت کلید اقدام نمود. امکان تردد ماشین کمک‌دار نیز تا پناهگاه وجود دارد.